# Landstalker
Landstalker: The Treasures of King Nole (ランドストーカー ～皇帝の財宝～?, Landstalker: Kōtei no Zaihō) è un videogioco di ruolo sviluppato da Climax Entertainment e pubblicato nel 1992 da SEGA per Sega Mega Drive.
Originariamente ideato come gioco della serie Shining dal titolo Shining Rogue, il videogioco ha ricevuto un sequel per Super Nintendo Entertainment System distribuito esclusivamente in Giappone nel 1995. Sono state inoltre realizzate conversioni per Wii e Microsoft Windows.
I protagonisti di Landstalker compaiono nel videogioco Time Stalkers per Sega Dreamcast.